# Астрономическая обсерватория Дайник
Астрономическая обсерватория Дайник — общественная астрономическая обсерватория, основанная в 1987 году в городе Хиконе японской префектуры Сига. Обсерватория была создана фирмой Dynic (DYNIC CORPORATION — ja:ダイニック).

## Руководители обсерватории
- С 1999 года — Сусуму Такахаси[яп.]

## Инструменты обсерватории
- 60-см рефлектор системы Ньютона
- 20-см Кассегрен
- 25-см телескоп

## Направления исследований
- Открытие астероидов и их астрометрия
- Наблюдения комет и вспышек Новых звезд
- Наблюдения переменных звезд

## Основные достижения
- Открыто 120 астероидов с 1988 по 2000 года[1]: 3997 Taga, 4289 Biwako, 4352 Kyoto, 4461 Sayama, 4873 Fukaya, 4952 Kibeshigemaro, 5008 Miyazawakenji, 5330 Senrikyu, 5332, 5435 Kameoka, 5440 Terao, 5448 Siebold, 5618 Saitama, 5623 Iwamori, 5825 Rakuyou, 6024 Ochanomizu, 6100 Kunitomoikkansai, 6139 Naomi, 6199 Yoshiokayayoi, 6306 Nishimura, 6321 Namuratakao, 6326 Idamiyoshi, 6329 Hikonejyo, 6655 Nagahama, 6657 Otukyo, 6794 Masuisakura, 7019, 7021, 7023, 7053, 7084, 7249, 7288, 7297, 7426, 7589, 8094, 8186, 8360, 8366, 9037, 9061, 9353, 9366, 9970, 10142 Sakka, 10143 Kamogawa, 10337, 10527, 10535, 10765, 10766, 10909, 11290, 11888, 11923, 12264, 12283, 12308, 12328, 12334, 12349, 12717, 12728, 12744, 13295, 13508, 13512, 13516, 13519, 14381, 14444, 14889, 14970, 14996, 15272, 15305, 15719, 15730, 15750, 15765, 16508, 16523, 16559, 17469, 17515, 17559, 18429, 20085, 21037, 21116, 22331, 22350, 23497, 23845, 24758, 26120, 26208, 26215, 26367, 27771, 27972, 29229, 29309, 31126, 32200, 33028, 41042, 44500, 46572, 46573, 46591, 46716, 52631, 58663, 80664, 86296, 91233, 129577, 148009, 152575.

- 11850 астрометрических измерений опубликовано с 1988 по 2002 года [2]

## Известные сотрудники
- Ацуси Сугиэ